# Argentina i olympiska vinterspelen 1994
Argentina deltog med 10 deltagare vid de olympiska vinterspelen 1994 i Lillehammer. Ingen av landets deltagare erövrade någon medalj.